# Gerd A. Müller
Gerd Alfred Müller (* 1932 in Frankfurt am Main; † 6. Dezember 1991) war ein deutscher Industriedesigner. Müller wurde insbesondere durch seine Entwürfe für Braun und den Schreibgerätehersteller Lamy bekannt.

## Leben und Werk
Nach einer handwerklichen Ausbildung studierte Müller ab 1952 an der Werkkunstschule Wiesbaden. Nach der Beendigung seines Studiums als Innenarchitekt wurde er einer der ersten angestellten Gestalter der Firma Braun. Für Braun entwarf Müller diverse Küchengeräte. Bekannt wurde unter anderem der von ihm gestaltete Küchengerät KM 3 und dem Rasierer SM3. Der Rasierer wurde in einer leicht überarbeiteten Version Sixtant SM 31 mit Hans Gugelot zu einem Welterfolg.
Ab 1960 arbeitete er als freischaffender Designer. Er gestaltete für Lamy den Füller 2000, wobei er das bis dahin für Schreibgeräte ungewohnte Material Makrolon verwendete. Der Füller wurde ein Klassiker des modernen Designs und ein Welterfolg.

bekannte Entwürfe von Gerd A. Müller
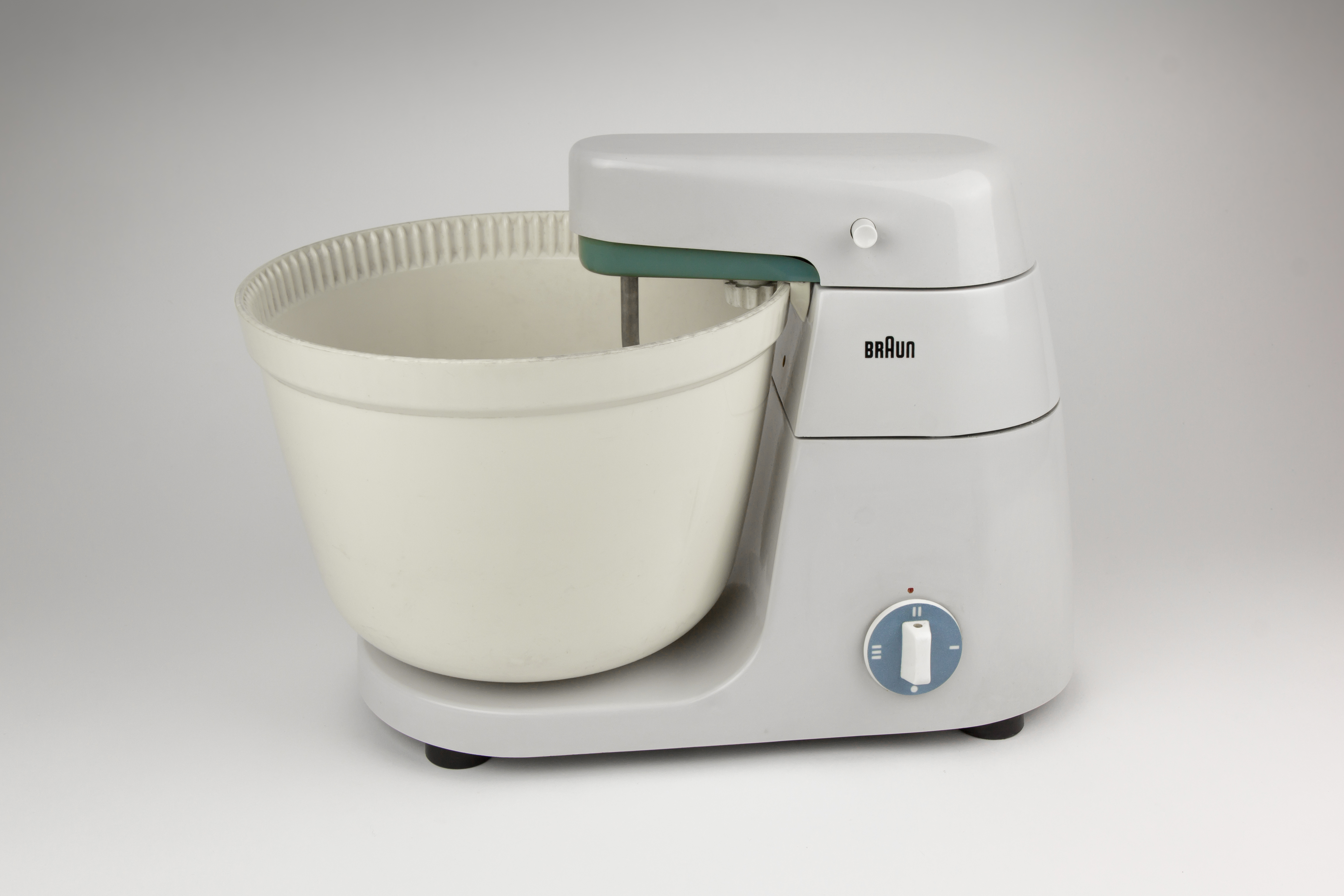
Braun KM 3 von 1957.
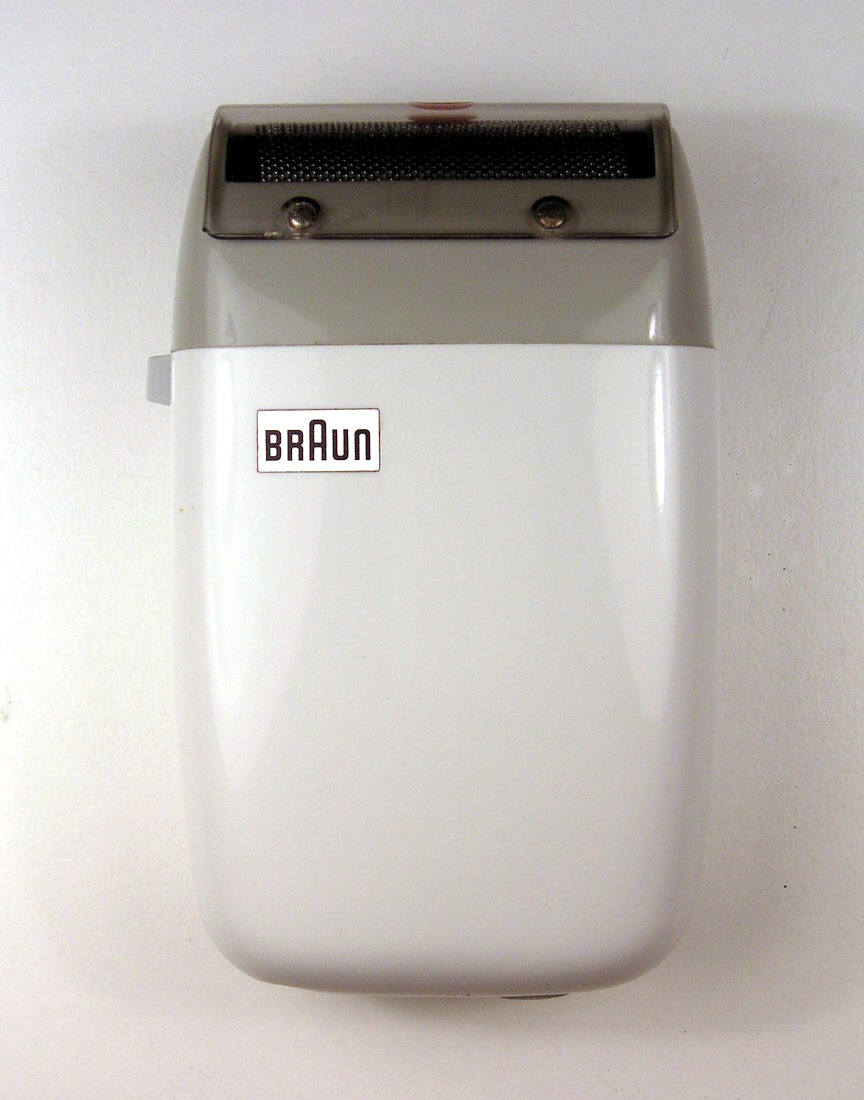
Braun SM 3 von 1960.
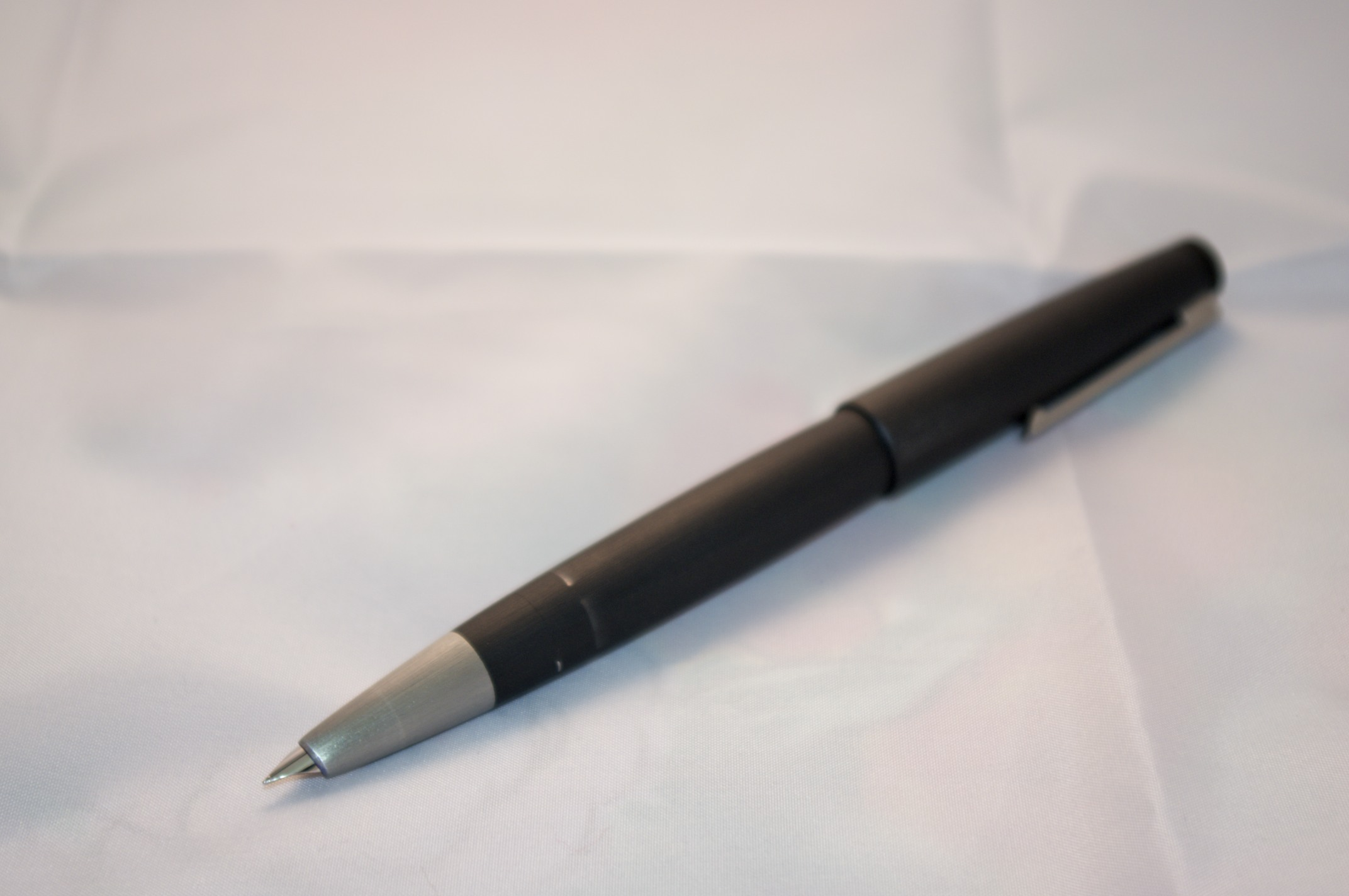
Lamy 2000

## Auszeichnungen (Auswahl)
iF Industrie Forum Design Auszeichnung für:
- 1977 – Lamy Schreibgeräte Cp1
- 1978 – Lamy Füller 2000
- 1982 – Lamy Marker Texto
- 1985 – Lamy Schreibgeräte Unic
- 1989 – Lamy Twin Pen

- Ehrenmitgliedschaft des Deutschen Designer Clubs 1993[1]